# Porsche Cayman
Porsche Cayman är en sportbil, tillverkad av den tyska biltillverkaren Porsche sedan 2005.

## Porsche 987c Cayman
Porsche Cayman introducerades på bilsalongen i Frankfurt hösten 2005. Bilen delar det mesta av tekniken med andra Boxster-generationen, 987 Boxster. Cayman har större och starkare motor än motsvarande Boxster-modell och marknadsförs som en mellanmodell, snabbare än Boxstern, men inte riktigt i klass med 997:an. Produktionen sker hos Valmet Automotive i finska Nystad.
I början av 2009 uppdaterades Cayman med bland annat större motorer och belysning med LED-teknik. S-versionens motor fick direktinsprutning och den gamla automatlådan Tiptronic ersattes av den sjuväxlade dubbelkopplingslådan PDK.
I februari 2011 tillkom den lättare och starkare Cayman R.

### Tekniska data
| Porsche 987c:                  | Cayman (2006-2008)                                                                              | Cayman (2009-2013)                                                                     | Cayman S (2006-2008)                                                         | Cayman S (2009-2013)                                                                   | Cayman R (2011-2013)                                                                   |
| ------------------------------ | ----------------------------------------------------------------------------------------------- | -------------------------------------------------------------------------------------- | ---------------------------------------------------------------------------- | -------------------------------------------------------------------------------------- | -------------------------------------------------------------------------------------- |
| Motor:                         | 6-cyl boxermotor                                                                                | 6-cyl boxermotor                                                                       | 6-cyl boxermotor                                                             | 6-cyl boxermotor                                                                       | 6-cyl boxermotor                                                                       |
| Cylindervolym:                 | 2687 cm³                                                                                        | 2893 cm³                                                                               | 3387 cm³                                                                     | 3436 cm³                                                                               | 3436 cm³                                                                               |
| Borrning x slaglängd:          | 85,5 x 78,0 mm                                                                                  | x mm                                                                                   | 96,0 x 78,0 mm                                                               | x mm                                                                                   | x mm                                                                                   |
| Max effekt vid varvtal:        | 245 hk vid 6 500 v/min                                                                          | 265 hk vid 7 200 v/min                                                                 | 295 hk vid 6 250 v/min                                                       | 320 hk vid 7 200 v/min                                                                 | 330 hk vid 7 400 v/min                                                                 |
| Max vridmoment vid varvtal:    | 273 Nm vid 4 600 v/min                                                                          | 300 Nm vid 4 400 v/min                                                                 | 340 Nm vid 5 500 v/min                                                       | 370 Nm vid 4 750 v/min                                                                 | 370 Nm vid 4 750 v/min                                                                 |
| Kompression:                   | 11,3 : 1                                                                                        | 11,5 : 1                                                                               | 11,1 : 1                                                                     | 12,5 : 1                                                                               | 12,5 : 1                                                                               |
| Ventilstyrning:                | Dubbla överliggande kamaxlar per cylinderrad, variabla ventiltider                              | Dubbla överliggande kamaxlar per cylinderrad, variabla ventiltider                     | Dubbla överliggande kamaxlar per cylinderrad, variabla ventiltider           | Dubbla överliggande kamaxlar per cylinderrad, variabla ventiltider                     | Dubbla överliggande kamaxlar per cylinderrad, variabla ventiltider                     |
| Kylning:                       | Vätskekylning                                                                                   | Vätskekylning                                                                          | Vätskekylning                                                                | Vätskekylning                                                                          | Vätskekylning                                                                          |
| Kraftöverföring:               | 5-växlad växellåda, bakhjulsdrift Tillval: 6-växlad växellåda 5-stegs automatlåda (Tiptronic S) | 6-växlad växellåda, bakhjulsdrift Tillval: 7-växlad växellåda med dubbelkoppling (PDK) | 6-växlad växellåda, bakhjulsdrift Tillval: 5-stegs automatlåda (Tiptronic S) | 6-växlad växellåda, bakhjulsdrift Tillval: 7-växlad växellåda med dubbelkoppling (PDK) | 6-växlad växellåda, bakhjulsdrift Tillval: 7-växlad växellåda med dubbelkoppling (PDK) |
| Bromsar:                       | Ventilerade skivbromsar, ABS                                                                    | Ventilerade skivbromsar, ABS                                                           | Ventilerade skivbromsar, ABS                                                 | Ventilerade skivbromsar, ABS                                                           | Ventilerade skivbromsar, ABS                                                           |
| Hjulupphängning fram:          | Undre tvärlänkar, McPhersonben, skruvfjädrar, krängningshämmare                                 | Undre tvärlänkar, McPhersonben, skruvfjädrar, krängningshämmare                        | Undre tvärlänkar, McPhersonben, skruvfjädrar, krängningshämmare              | Undre tvärlänkar, McPhersonben, skruvfjädrar, krängningshämmare                        | Undre tvärlänkar, McPhersonben, skruvfjädrar, krängningshämmare                        |
| Hjulupphängning bak:           | Multilänkaxel, skruvfjädrar, krängningshämmare                                                  | Multilänkaxel, skruvfjädrar, krängningshämmare                                         | Multilänkaxel, skruvfjädrar, krängningshämmare                               | Multilänkaxel, skruvfjädrar, krängningshämmare                                         | Multilänkaxel, skruvfjädrar, krängningshämmare                                         |
| Kaross:                        | Självbärande stålkaross med hastighetsberoende bakspoiler                                       | Självbärande stålkaross med hastighetsberoende bakspoiler                              | Självbärande stålkaross med hastighetsberoende bakspoiler                    | Självbärande stålkaross med hastighetsberoende bakspoiler                              | Självbärande stålkaross med hastighetsberoende bakspoiler                              |
| Spårvidd fram/bak:             | 1490/1534 mm                                                                                    |                                                                                        | 1486/1528 mm                                                                 |                                                                                        |                                                                                        |
| Hjulbas:                       | 2415 mm                                                                                         | 2415 mm                                                                                | 2415 mm                                                                      | 2415 mm                                                                                | 2415 mm                                                                                |
| Fälgar, däck:                  | Fram: 6,5Jx17 med 205/55 ZR17 Bak: 8Jx17 med 235/50 ZR17                                        | Fram: 7Jx17 med 205/55 ZR17 Bak: 8,5Jx17 med 235/50 ZR17                               | Fram: 8Jx18 med 235/40 ZR18 Bak: 9Jx18 med 265/40 ZR18                       | Fram: 8Jx18 med 235/40 ZR18 Bak: 9Jx18 med 265/40 ZR18                                 | Fram: 8,5Jx19 med 235/35 ZR19 Bak: 10Jx19 med 265/35 ZR19                              |
| Längd x bredd x höjd:          | 4341 x 1801 x 1305 mm                                                                           |                                                                                        | 4341 x 1801 x 1305 mm                                                        |                                                                                        |                                                                                        |
| Tomvikt:                       | 1375 kg                                                                                         | 1425 kg                                                                                | 1425 kg                                                                      | 1450 kg                                                                                | 1395 kg                                                                                |
| Topphastighet:                 | 258 km/h                                                                                        | 265 (263) km/h                                                                         | 275 km/h                                                                     | 277 (275) km/h                                                                         | 282 (280) km/h                                                                         |
| Acceleration 0 – 100 km/h:     | 6,5 (7,0) s                                                                                     | 5,8 (5,7) s                                                                            | 5,4 (6,1) s                                                                  | 5,2 (5,1) s                                                                            | 5,0 (4,9) s                                                                            |
| Bränsleförbrukning per 100 km: | 9,3 (10,1) l                                                                                    | 9,4 (9,1) l                                                                            | 10,6 (11,0) l                                                                | 9,8 (9,4) l                                                                            | 9,7 (9,3) l                                                                            |

## Porsche 981c Cayman
På bilsalongen i Los Angeles i november 2012 introducerade Porsche den andra generationen Cayman, baserad på 981 Boxster. Bilen finns i två versioner, bägge med lite starkare motor än motsvarande Boxster: Cayman, med 2,7-litersmotor på 275 hk och Cayman S, med 3,4-litersmotor på 325 hk.

### Tekniska data
| Porsche 981c:                  | Cayman                                                                                 | Cayman S                                                                               | Cayman GTS                                                                             | Cayman GT4                                                         |
| ------------------------------ | -------------------------------------------------------------------------------------- | -------------------------------------------------------------------------------------- | -------------------------------------------------------------------------------------- | ------------------------------------------------------------------ |
| Motor:                         | 6-cyl boxermotor                                                                       | 6-cyl boxermotor                                                                       | 6-cyl boxermotor                                                                       | 6-cyl boxermotor                                                   |
| Cylindervolym:                 | 2706 cm³                                                                               | 3436 cm³                                                                               | 3436 cm³                                                                               | 3800 cm³                                                           |
| Max effekt vid varvtal:        | 275 hk vid 7 400 v/min                                                                 | 325 hk vid 7 400 v/min                                                                 | 340 hk vid 7 400 v/min                                                                 | 385 hk vid 7 400 v/min                                             |
| Max vridmoment vid varvtal:    | 290 Nm vid 4 500 v/min                                                                 | 370 Nm vid 4 500 v/min                                                                 | 380 Nm vid 4 750 v/min                                                                 | 420 Nm vid 4 750 v/min                                             |
| Kompression:                   | 12,5 : 1                                                                               | 12,5 : 1                                                                               | 12,5 : 1                                                                               | 12,5 : 1                                                           |
| Ventilstyrning:                | Dubbla överliggande kamaxlar per cylinderrad, variabla ventiltider                     | Dubbla överliggande kamaxlar per cylinderrad, variabla ventiltider                     | Dubbla överliggande kamaxlar per cylinderrad, variabla ventiltider                     | Dubbla överliggande kamaxlar per cylinderrad, variabla ventiltider |
| Kylning:                       | Vätskekylning                                                                          | Vätskekylning                                                                          | Vätskekylning                                                                          | Vätskekylning                                                      |
| Kraftöverföring:               | 6-växlad växellåda, bakhjulsdrift Tillval: 7-växlad växellåda med dubbelkoppling (PDK) | 6-växlad växellåda, bakhjulsdrift Tillval: 7-växlad växellåda med dubbelkoppling (PDK) | 6-växlad växellåda, bakhjulsdrift Tillval: 7-växlad växellåda med dubbelkoppling (PDK) | 6-växlad växellåda, bakhjulsdrift                                  |
| Bromsar:                       | Ventilerade skivbromsar, ABS                                                           | Ventilerade skivbromsar, ABS                                                           | Ventilerade skivbromsar, ABS                                                           | Ventilerade skivbromsar, ABS                                       |
| Hjulupphängning fram & bak:    | Undre tvärlänkar, McPhersonben, skruvfjädrar, krängningshämmare                        | Undre tvärlänkar, McPhersonben, skruvfjädrar, krängningshämmare                        | Undre tvärlänkar, McPhersonben, skruvfjädrar, krängningshämmare                        | Undre tvärlänkar, McPhersonben, skruvfjädrar, krängningshämmare    |
| Kaross:                        | Självbärande kaross med hastighetsberoende bakspoiler                                  | Självbärande kaross med hastighetsberoende bakspoiler                                  | Självbärande kaross med hastighetsberoende bakspoiler                                  | Självbärande kaross med hastighetsberoende bakspoiler              |
| Hjulbas:                       | 2475 mm                                                                                | 2475 mm                                                                                | 2475 mm                                                                                | 2484 mm                                                            |
| Längd x bredd x höjd:          | 4380 x 1801 x 1294 mm                                                                  | 4380 x 1801 x 1295 mm                                                                  | 4404 x 1801 x 1284 mm                                                                  | 4438 x 1817 x 1222 mm                                              |
| Tomvikt:                       | 1385 kg                                                                                | 1395 kg                                                                                | 1420 kg                                                                                | 1415 kg                                                            |
| Topphastighet:                 | 266 km/h/264 km/h                                                                      | 283 km/h/281 km/h                                                                      | 285 km/h/283 km/h                                                                      | 295 km/h                                                           |
| Acceleration 0 – 100 km/h:     | 5,7 s/5,6 s                                                                            | 5,0 s/4,9 s                                                                            | 4,9 s/4,8 s                                                                            | 4,4 s                                                              |
| Bränsleförbrukning per 100 km: | 8,2 l/7,7 l                                                                            | 8,8 l/8,0 l                                                                            | 9,0 l/8,2 l                                                                            | 10,3 l                                                             |

## Porsche 982c Cayman
I april 2016 presenterades den uppdaterade Porsche 718 Cayman, uppkallad efter sportvagnen Porsche 718. Den stora förändringen gentemot tidigare generationer är att bilen fått en fyrcylindrig boxermotor med turbo.

### Tekniska data
| Porsche 982c                   | 718 Cayman                                                                             | 718 Cayman T                                                                           | 718 Cayman S                                                                           | 718 Cayman GTS                                                                         | 718 Cayman GTS 4.0                                                                     | 718 Cayman GT4                                                                         | 718 Cayman GT4 RS                                                  |
| ------------------------------ | -------------------------------------------------------------------------------------- | -------------------------------------------------------------------------------------- | -------------------------------------------------------------------------------------- | -------------------------------------------------------------------------------------- | -------------------------------------------------------------------------------------- | -------------------------------------------------------------------------------------- | ------------------------------------------------------------------ |
| Motor:                         | 4-cyl boxermotor med turbo                                                             | 4-cyl boxermotor med turbo                                                             | 4-cyl boxermotor med turbo                                                             | 4-cyl boxermotor med turbo                                                             | 6-cyl boxermotor                                                                       | 6-cyl boxermotor                                                                       | 6-cyl boxermotor                                                   |
| Cylindervolym:                 | 1988 cm³                                                                               | 1988 cm³                                                                               | 2497 cm³                                                                               | 2497 cm³                                                                               | 3995 cm³                                                                               | 3995 cm³                                                                               | 3995 cm³                                                           |
| Max effekt vid varvtal:        | 300 hk vid 6 500 v/min                                                                 | 300 hk vid 6 500 v/min                                                                 | 350 hk vid 6 500 v/min                                                                 | 365 hk vid 6 500 v/min                                                                 | 400 hk vid 7 000 v/min                                                                 | 420 hk vid 7 600 v/min                                                                 | 500 hk vid 8 400 v/min                                             |
| Max vridmoment vid varvtal:    | 380 Nm vid 1 950 v/min                                                                 | 380 Nm vid 1 950 v/min                                                                 | 420 Nm vid 1 900 v/min                                                                 | 430 Nm vid 1 900 v/min                                                                 | 420 Nm vid 5 000 v/min                                                                 | 420 Nm vid 5 000 v/min                                                                 | 450 Nm vid 6 750 v/min                                             |
| Kompression:                   | 9,5 : 1                                                                                | 9,5 : 1                                                                                | 9,5 : 1                                                                                | 9,5 : 1                                                                                | 12,5:1                                                                                 | 12,5:1                                                                                 | 12,5:1                                                             |
| Ventilstyrning:                | Dubbla överliggande kamaxlar per cylinderrad, variabla ventiltider                     | Dubbla överliggande kamaxlar per cylinderrad, variabla ventiltider                     | Dubbla överliggande kamaxlar per cylinderrad, variabla ventiltider                     | Dubbla överliggande kamaxlar per cylinderrad, variabla ventiltider                     | Dubbla överliggande kamaxlar per cylinderrad, variabla ventiltider                     | Dubbla överliggande kamaxlar per cylinderrad, variabla ventiltider                     | Dubbla överliggande kamaxlar per cylinderrad, variabla ventiltider |
| Kylning:                       | Vätskekylning                                                                          | Vätskekylning                                                                          | Vätskekylning                                                                          | Vätskekylning                                                                          | Vätskekylning                                                                          | Vätskekylning                                                                          | Vätskekylning                                                      |
| Kraftöverföring:               | 6-växlad växellåda, bakhjulsdrift Tillval: 7-växlad växellåda med dubbelkoppling (PDK) | 6-växlad växellåda, bakhjulsdrift Tillval: 7-växlad växellåda med dubbelkoppling (PDK) | 6-växlad växellåda, bakhjulsdrift Tillval: 7-växlad växellåda med dubbelkoppling (PDK) | 6-växlad växellåda, bakhjulsdrift Tillval: 7-växlad växellåda med dubbelkoppling (PDK) | 6-växlad växellåda, bakhjulsdrift Tillval: 7-växlad växellåda med dubbelkoppling (PDK) | 6-växlad växellåda, bakhjulsdrift Tillval: 7-växlad växellåda med dubbelkoppling (PDK) | 7-växlad PDK, bakhjulsdrift                                        |
| Bromsar:                       | Ventilerade skivbromsar, ABS                                                           | Ventilerade skivbromsar, ABS                                                           | Ventilerade skivbromsar, ABS                                                           | Ventilerade skivbromsar, ABS                                                           | Ventilerade skivbromsar, ABS                                                           | Ventilerade skivbromsar, ABS                                                           | Ventilerade skivbromsar, ABS                                       |
| Hjulupphängning fram & bak:    | Undre tvärlänkar, McPhersonben, skruvfjädrar, krängningshämmare                        | Undre tvärlänkar, McPhersonben, skruvfjädrar, krängningshämmare                        | Undre tvärlänkar, McPhersonben, skruvfjädrar, krängningshämmare                        | Undre tvärlänkar, McPhersonben, skruvfjädrar, krängningshämmare                        | Undre tvärlänkar, McPhersonben, skruvfjädrar, krängningshämmare                        | Undre tvärlänkar, McPhersonben, skruvfjädrar, krängningshämmare                        | Undre tvärlänkar, McPhersonben, skruvfjädrar, krängningshämmare    |
| Kaross:                        | Självbärande kaross med hastighetsberoende bakspoiler                                  | Självbärande kaross med hastighetsberoende bakspoiler                                  | Självbärande kaross med hastighetsberoende bakspoiler                                  | Självbärande kaross med hastighetsberoende bakspoiler                                  | Självbärande kaross med hastighetsberoende bakspoiler                                  | Självbärande kaross med hastighetsberoende bakspoiler                                  | Självbärande kaross med hastighetsberoende bakspoiler              |
| Hjulbas:                       | 2475 mm                                                                                | 2475 mm                                                                                | 2475 mm                                                                                | 2475 mm                                                                                | 2475 mm                                                                                | 2484 mm                                                                                | 2482 mm                                                            |
| Längd x bredd x höjd:          | 4379 x 1801 x 1295 mm                                                                  | 4379 x 1801 x 1276 mm                                                                  | 4379 x 1801 x 1295 mm                                                                  | 4379 x 1801 x 1286 mm                                                                  | 4391 x 1801 x 1262 mm                                                                  | 4456 x 1801 x 1269 mm                                                                  | 4456 x 1822 x 1267 mm                                              |
| Fälgar, däck:                  | Fram: 8Jx18 med 235/45 ZR18 Bak: 9,5Jx18 med 265/45 ZR18                               | Fram: 8Jx20 med 235/35 ZR20 Bak: 10Jx20 med 265/35 ZR20                                | Fram: 8Jx19 med 235/40 ZR19 Bak: 10Jx19 med 265/40 ZR19                                | Fram: 8Jx20 med 235/35 ZR20 Bak: 10Jx20 med 265/35 ZR20                                | Fram: 8,5Jx20 med 235/35 ZR20 Bak: 10,5Jx20 med 265/35 ZR20                            | Fram: 8,5Jx20 med 245/35 ZR20 Bak: 11Jx20 med 295/30 ZR20                              | Fram: 8,5Jx20 med 245/35 ZR20 Bak: 11Jx20 med 295/30 ZR20          |
| Tomvikt:                       | 1410 kg                                                                                | 1425 kg                                                                                | 1430 kg                                                                                | 1450 kg                                                                                | 1480 kg                                                                                | 1495 kg                                                                                | 1490 kg                                                            |
| Topphastighet:                 | 275 km/h                                                                               | 275 km/h                                                                               | 285 km/h                                                                               | 290 km/h                                                                               | 293 km/h                                                                               | 304 km/h                                                                               | 315 km/h                                                           |
| Acceleration 0 – 100 km/h:     | 5,1 s/4,9 s                                                                            | 5,1 s/4,9 s                                                                            | 4,6 s/4,4s                                                                             | 4,6 s/4,3 s                                                                            | 4,5 s/4,0 s                                                                            | 4,4 s/3,9 s                                                                            | 3,4 s                                                              |
| Bränsleförbrukning per 100 km: | 8,1 l/7,9 l                                                                            | 8,1 l/7,9 l                                                                            | 9,2 l/8,5 l                                                                            | 9,2 l/8,5 l                                                                            | 10,8 l/9,6 l                                                                           | 10,9 l/10,2 l                                                                          | 12,3 l                                                             |

## Bilder

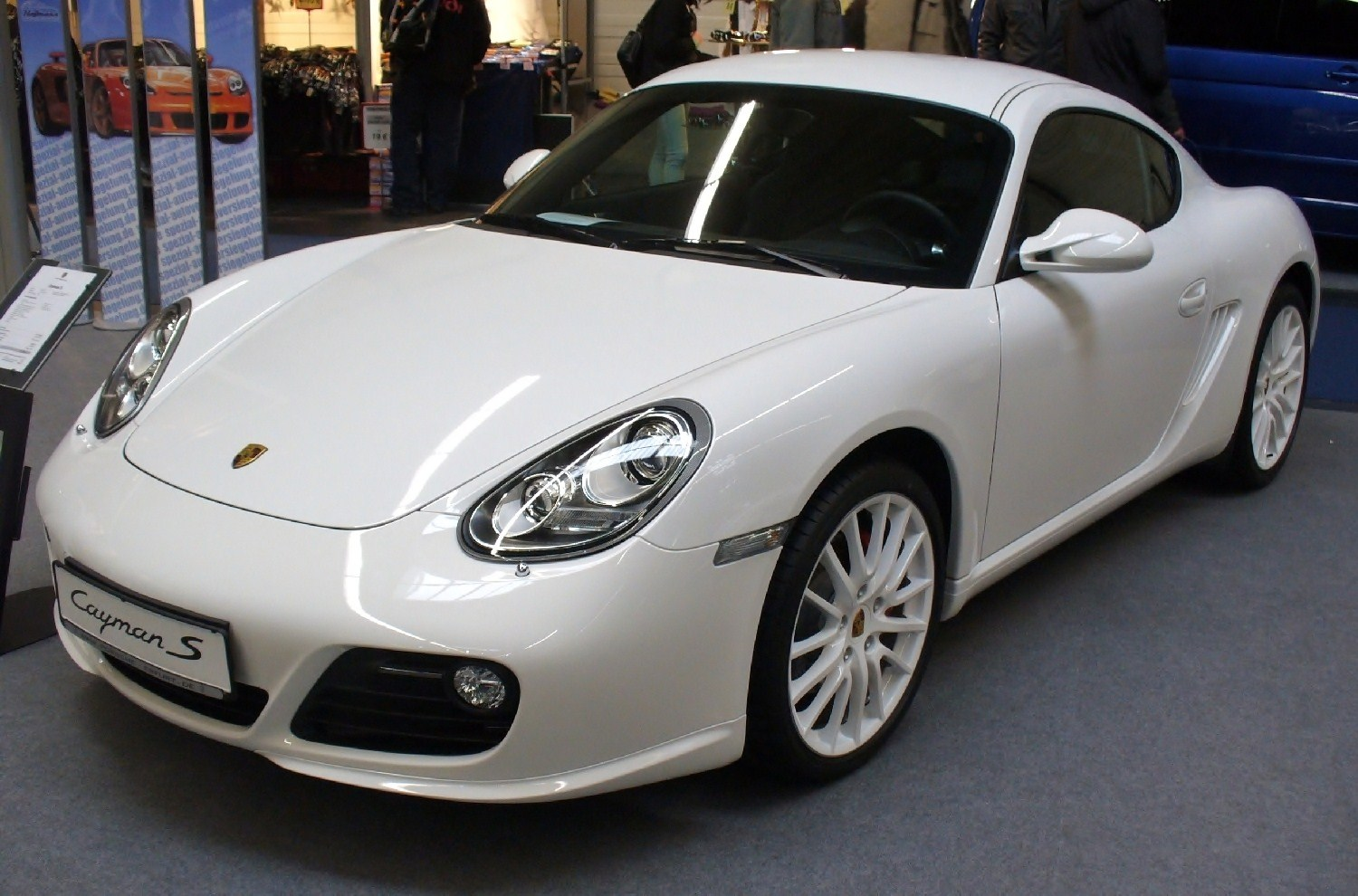
Porsche 987c Cayman S
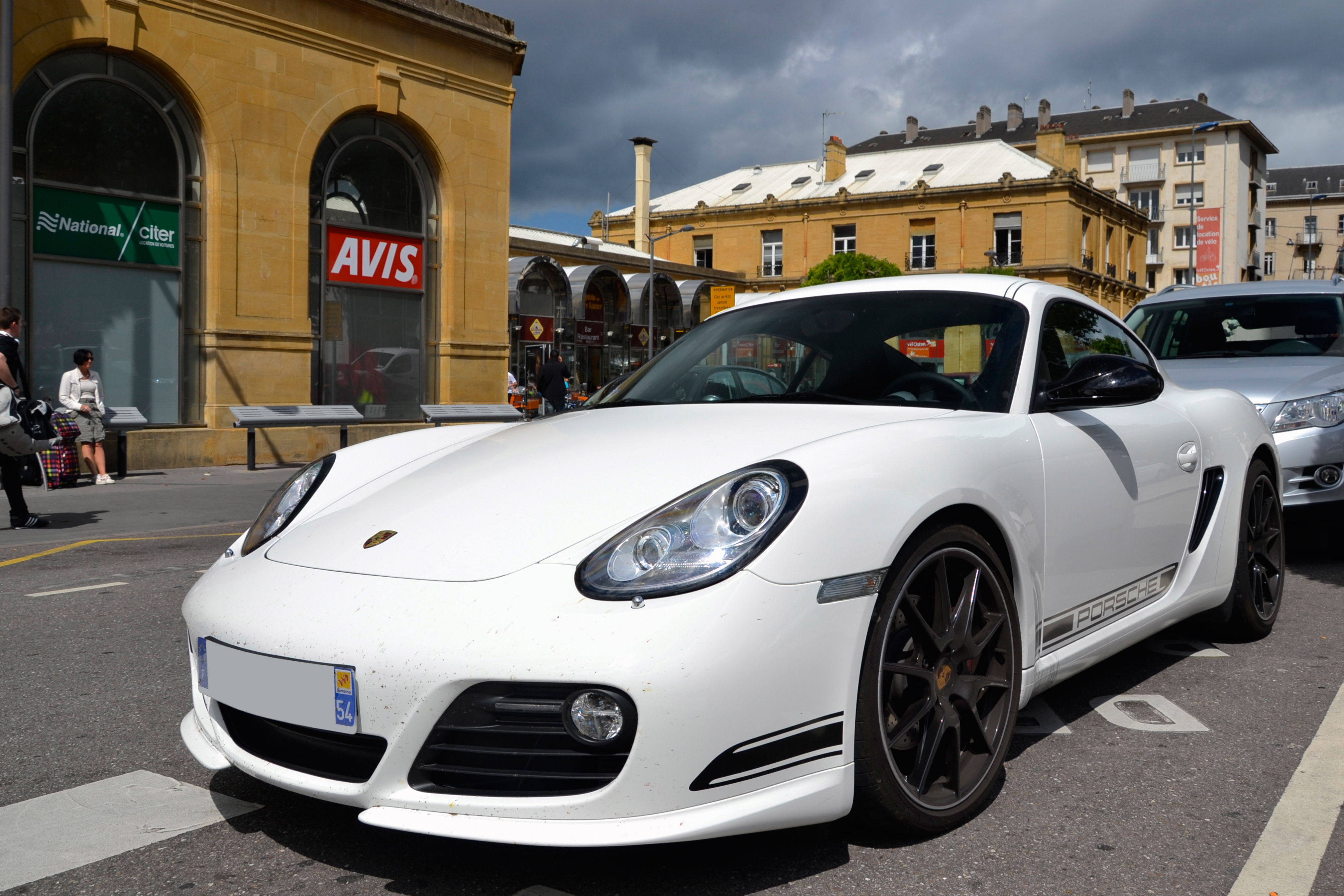
Porsche 987c Cayman R
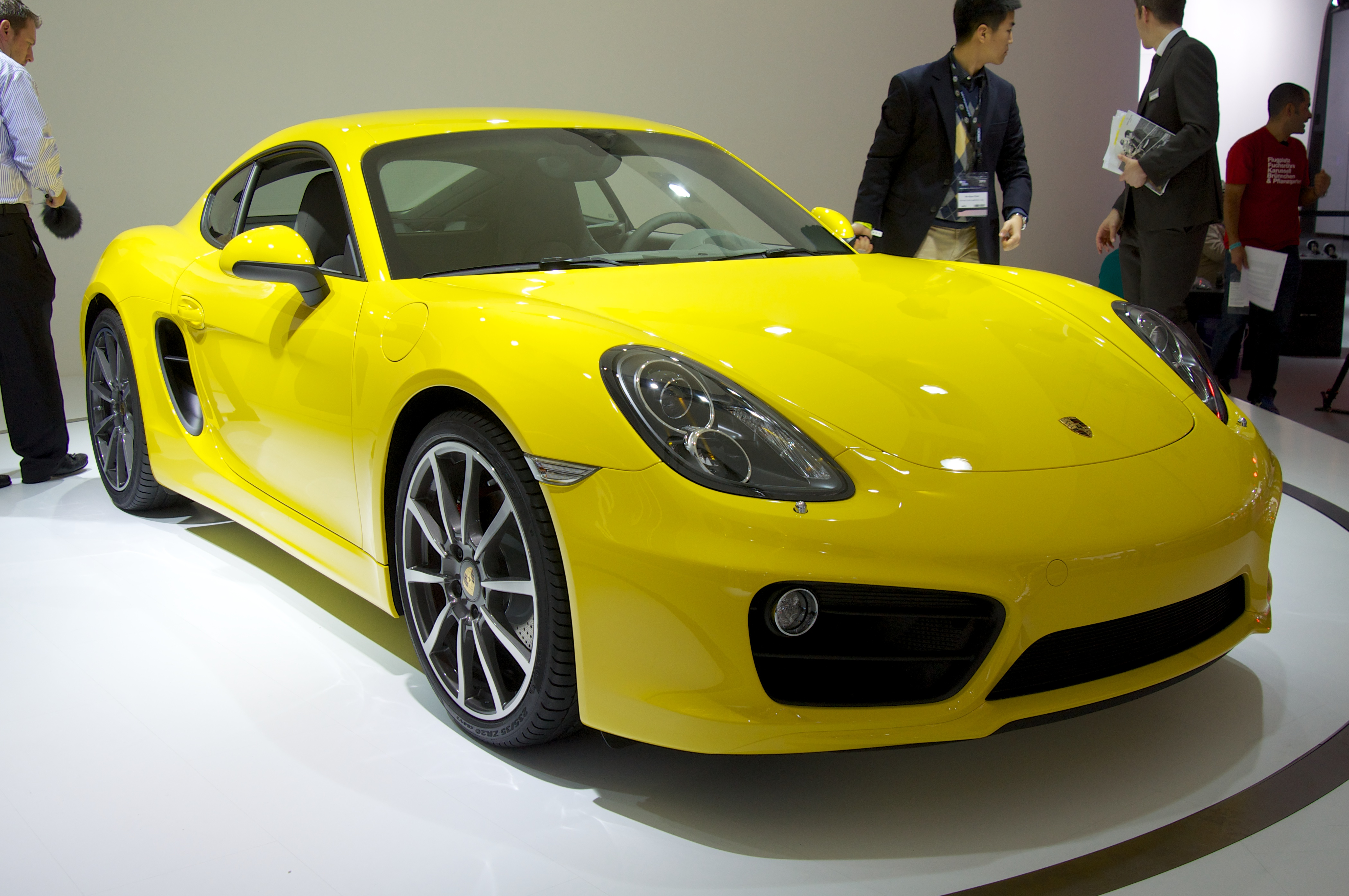
Porsche 981c Cayman S
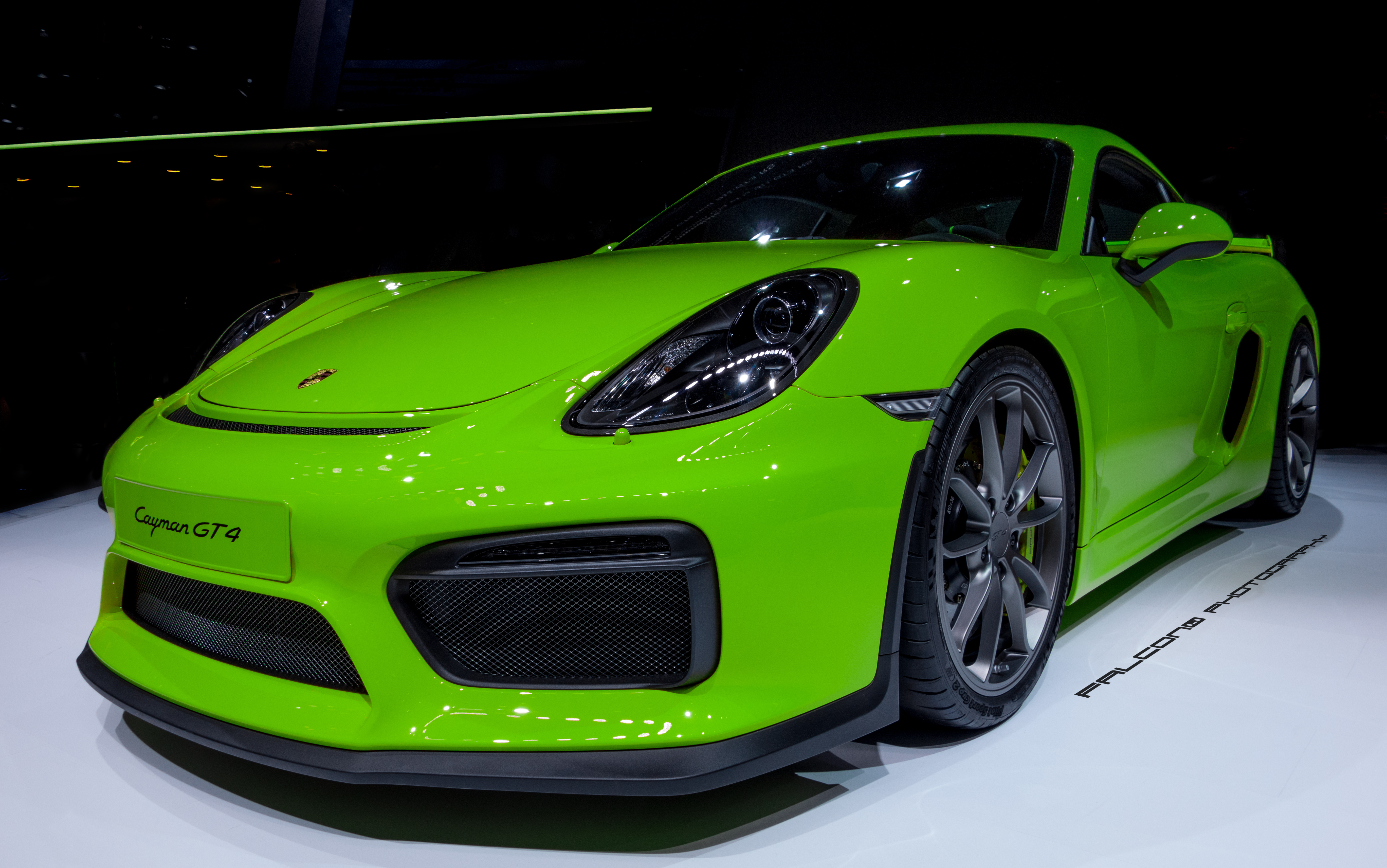
Porsche 981c Cayman GT4
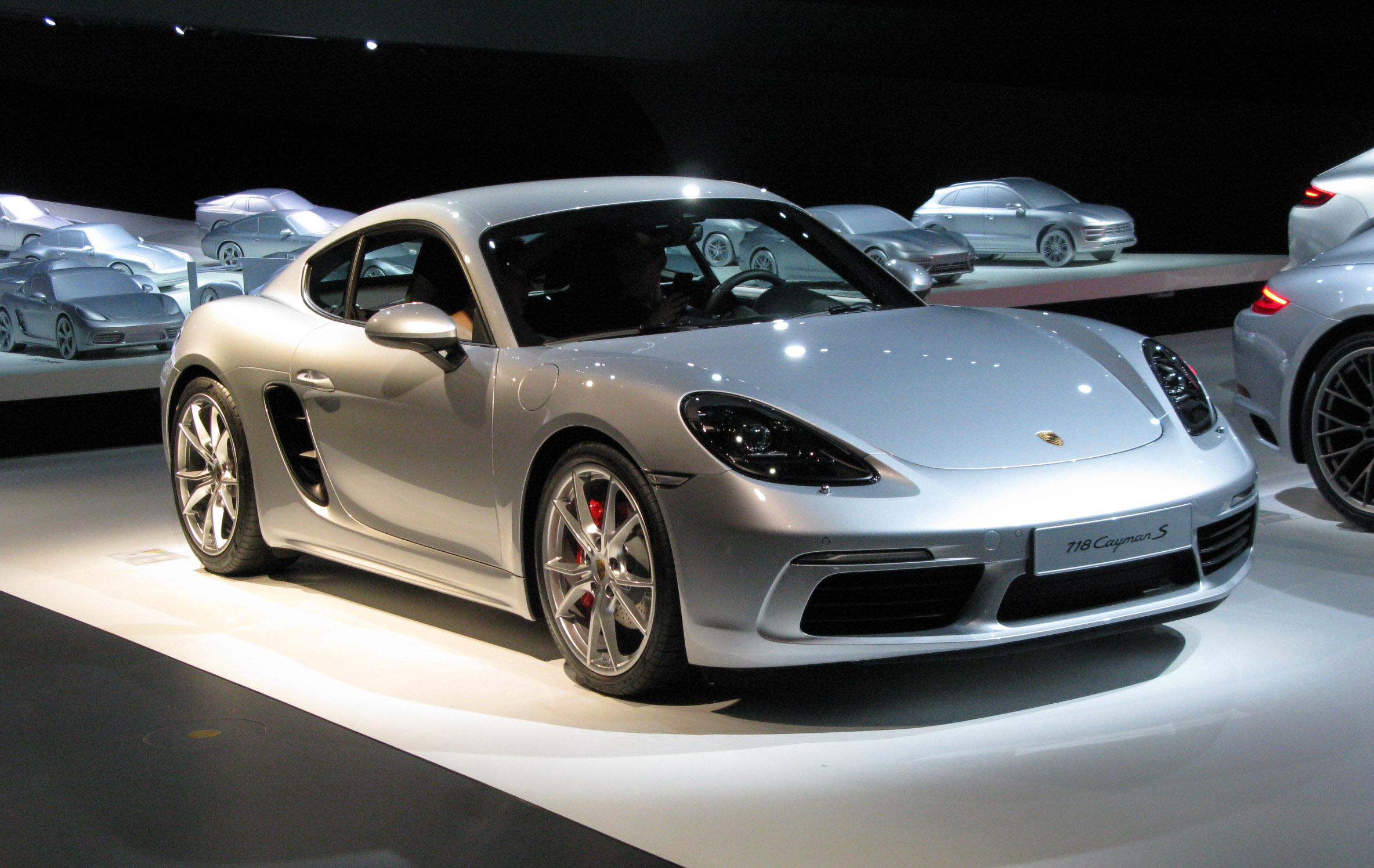
Porsche 982c Cayman S